# Виньялес, Маверик
Маверик Виньялес Руис (исп. Maverick Viñales Ruiz; род. 12 января 1995, Фигерас, Каталония, Испания) — испанский мотогонщик, чемпион мира по шоссейно-кольцевых мотогонок серии MotoGP в классе Moto3 (2013). Младший брат другого гонщика MotoGP, Исаака Виньялеса. В сезоне 2017 года выступал в классе MotoGP за заводскую команду «Yamaha» под номером 25.

## Биография
11 сентября 2013 года было официально объявлено, что с сезона 2014 года Маверик будет выступать в классе Moto2 за команду «Tuenti HP40».
Перейдя к среднему классу «королевских» гонок Moto2, Маверику пришлось привыкать к новому мотоциклу Kalex Moto2. Однако, освоение не растянулось во времени — уже в дебютной гонке сезона в Катаре, испанец занял высокое как для новичка 4-е место, а на следующем этапе, в Америке, одержал свою дебютную победу в классе. К середине сезона Виньялес получил еще несколько подиумов, что позволило ему закрепиться на 3-м месте в общем зачете.
На четырнадцатом Гран-При сезона в Арагоне Маверик одержал вторую победу в сезоне, одержав досрочно, за 4 этапа до окончания чемпионата, титул „Новичок года“ (англ. Rookie of the Year).
Эта победа стала 14-й в карьере 19-летнего испанца. Она позволила ему стать пятыым самым успешным молодым гонщиком в истории MotoGP (по количеству одержанных побед до достижения 20-летнего возраста). По этому показателю он уступает только Марку Маркесу (26), Дани Педроси (21), Валентино Росси (17) и Хорхе Лоренсо (15).
В целом же в сезоне Маверик одержал 4 победы, в половине гонок (9 из 18) финишировав на подиуме. В общем зачете он занял третье место.
Успешные результаты не остались незамеченными руководителями команд «королевского» класса. Так, в середине сезона появились слухи, что Маверик вел переговоры с командой «Suzuki Racing Team», которая с сезона 2015 возвращалась в класс MotoGP. Они завершились подписанием контракта, что было подтверждено 30 сентября, во время официальной презентации команды на мотоциклетной выставке Intermot в Кельне.
Дебютный сезон в «королевском» классе прошёл для Маверика успешно. В 16 из 18 гонок он сумел финишировать в зачётной зоне, а лучшими его результатами стали два шестых места (в Каталонии и Австралии). Это позволило Маверику по итогам сезона занять 12-е место в общем зачете и стать «новичком года».